# Беловоды (Сумский район)
Белово́ды (укр. Біловоди) — село, Беловодский сельский совет, Сумский район, Сумская область, Украина.
Является административным центром Беловодского сельского совета, в который, кроме того, входят сёла Веселовка, Водолаги и Журавка.

## Географическое положение
Село Беловоды находится на берегу реки Снагость недалеко от её истоков,
ниже по течению на расстоянии в 2,5 км расположено село Журавка.
На реке большая запруда.

## История
Село Беловоды основано в 1682 году козаками-переселенцами из Правобережья. Являлось центром Беловодской волости Сумского уезда Харьковской губернии Российской империи.
В ходе Великой Отечественной войны в 1941—1943 гг. селение было оккупировано немецкими войсками.
После провозглашения независимости Украины село оказалось в 3-х км от границы с Россией.

### Население
Население по переписи 2001 года составляло 488 человек.
В 2025 году в связи с российской агрессией население села эвакуировано. 26 мая 2025 года село перешло под контроль Вооружённых сил Российской Федерации.

## Экономика
- «Беловоды», агрофирма, ООО.

## Объекты социальной сферы
- Школа. Клуб на 300 мест. Бильярдная. Концертный зал. Библиотека.

## Известные люди
- Ковтун Павел Максимович (1913—1980) — Герой Советского Союза, учился в селе Беловоды.